# Jérôme Bottelin
Jérôme Bottelin est un footballeur français né le 3 mai 1978 à Nancy (Meurthe-et-Moselle). Cet ailier droit a joué principalement à Nancy et à Raon-l'Étape.

## Carrière de joueur
Jérôme Bottelin fait ses premiers pas dans le football dans le club d'Amance près de Seichamps. En poussins, il rejoint le club de Jarville où il reste sept ans. Après une saison cadet à Grand couronné, il signe à l'ASNL en moins de 17 ans. L'équipe est alors entraînée par Jacky Bonnevay. C'est ensuite en CFA que cet attaquant vif et rapide fait trembler les filets : seize buts en 1997-98 puis dix la saison suivante en seulement quatre mois. Il est alors prêté à l'US Raon-l'Etape (National) afin de s'aguerrir au contact d'un championnat plus rude physiquement.
À l'intersaison 1999, il est contacté par des clubs de D2 italienne mais Jérôme choisit de signer son premier contrat pro dans son club formateur. Ailier droit rapide et puissant, Jérôme Bottelin est soumis à une rude concurrence puisque Olivier Rambo et Cédric Mouret évoluent au même poste. L'espoir nancéien gagne tout de même sa place de titulaire durant l'hiver 2000 et participe à l'excellente série de l'ASNL : cinq victoires consécutives.
À Rennes au début du mois de février, Jérôme Bottelin est victime d'un tacle maladroit de Cédric Bardon. Victime d'une fracture de la malléole il est forfait pour le reste de la saison. Il ne reviendra jamais à son meilleur niveau. Une fois rétabli, il dispute la saison 2000/2001 sous le maillot nancéien en Division 2, mais malgré un nombre de matchs importants, il est surtout assigné à un rôle de remplaçant, en outre il rate de peu la montée en première division.
Désireux de se montrer et d'obtenir un temps de jeu plus élevé, il retrouve son formateur Jacky Bonnevay, et s'engage en 2001-2002 avec l'AS Beauvais Oise. Collectivement, la saison s'avère surprenante, puisque l'ASBO est tout proche de la montée en Ligue 1. Mais individuellement, la saison est mitigée tant Jérôme ne parvient pas à s'imposer, ne signant qu'un petit but contre l'AS Saint-Etienne cette année-là en championnat.
En fin de contrat, il part s'engager au Valenciennes FC, tout juste promu en National. Il retrouve un vrai statut de titulaire et de buteur, mais l'arrivée de Daniel Leclercq le contraint à quitter le club en fin de saison.
Il rebondit toujours dans ce championnat à l'AS Angoulême-Charente, mais la saison est un calvaire avec à la clé zéro but au compteur et une relégation en CFA. Il revient à l'US Raon-l'Étape en 2004. Buteur régulier dans ce club, il ne peut empêcher sa relégation en CFA en 2008 où il reste malgré tout.
Le joueur raccroche en juin 2010, pour ouvrir un commerce dans la région de Nancy.

## Statistiques
| Saison                | Club                   | Championnat           | Championnat | Championnat | Coupe nationale | Coupe nationale | Coupe de la Ligue | Coupe de la Ligue | Total | Total |
| Saison                | Club                   | Division              | M.          | B.          | M.              | B.              | M.                | B.                | M.    | B.    |
| 1996-1997             | AS Nancy-Lorraine      | Division 1            | 2           | 0           | -               | -               | -                 | -                 | 2     | 0     |
| 1997-1998             | AS Nancy-Lorraine      | Division 2            | -           | -           | 1               | 0               | 1                 | 0                 | 2     | 0     |
| Sous-total            | Sous-total             | Sous-total            | 2           | 0           | 1               | 0               | 1                 | 0                 | 4     | 0     |
| 1998-1999             | US Raon-l'Etape (prêt) | National              | 17          | 6           | -               | -               | -                 | -                 | 17    | 6     |
| Sous-total            | Sous-total             | Sous-total            | 17          | 6           | -               | -               | -                 | -                 | 17    | 6     |
| 1999-2000             | AS Nancy-Lorraine      | Division 1            | 12          | 2           | 1               | 0               | 1                 | 1                 | 14    | 3     |
| 2000-2001             | AS Nancy-Lorraine      | Division 2            | 30          | 2           | 1               | 0               | 3                 | 0                 | 34    | 2     |
| Sous-total            | Sous-total             | Sous-total            | 42          | 4           | 2               | 0               | 3                 | 0                 | 47    | 4     |
| 2001-2002             | AS Beauvais            | Division 2            | 28          | 1           | -               | -               | 1                 | 0                 | 29    | 1     |
| Sous-total            | Sous-total             | Sous-total            | 28          | 1           | -               | -               | 1                 | 0                 | 29    | 1     |
| 2002-2003             | Valenciennes FC        | National              | 12          | 7           | -               | -               | -                 | -                 | 12    | 7     |
| Sous-total            | Sous-total             | Sous-total            | 12          | 7           | 1               | 1               | -                 | -                 | 13    | 8     |
| 2003-2004             | AS Angoulême           | National              | 4           | 0           | -               | -               | -                 | -                 | 4     | 0     |
| Sous-total            | Sous-total             | Sous-total            | 4           | 0           | -               | -               | -                 | -                 | 4     | 0     |
| 2004-2005             | US Raon-l'Etape        | National              | 28          | 1           | -               | -               | -                 | -                 | 28    | 1     |
| 2005-2006             | US Raon-l'Etape        | National              | 35          | 9           | -               | -               | -                 | -                 | 35    | 9     |
| 2006-2007             | US Raon-l'Etape        | National              | 29          | 6           | -               | -               | -                 | -                 | 29    | 6     |
| 2007-2008             | US Raon-l'Etape        | CFA                   | 1           | 0           | 1               | 0               | -                 | -                 | 2     | 0     |
| 2008-2009             | US Raon-l'Etape        | CFA                   | 30          | 2           | 1               | 0               | -                 | -                 | 31    | 2     |
| 2009-2010             | US Raon-l'Etape        | CFA                   | 30          | 4           | -               | -               | -                 | -                 | 30    | 4     |
| Sous-total            | Sous-total             | Sous-total            | 153         | 22          | 2               | 0               | -                 | -                 | 155   | 22    |
| Total sur la carrière | Total sur la carrière  | Total sur la carrière | 258         | 40          | 6               | 1               | 6                 | 1                 | 270   | 42    |